# 君に恋をした。
君に恋をした。（きみにこいをした）は、2018年に結成され、2023年に解散した日本の女性アイドルグループ。サンクレイド所属。

## 概要
「君に恋をした。」は、2018年8月に海羽ゆん、蓮城ななこ、桜田あゆみ、七瀬つぶら、水沢なぎさ、天野りんかの6人で結成し、2018年8月19日に新宿ホリデーでお披露目ライブを開催。グループのコンセプトは、「ファンと互いに恋をした。」「ジャンルにとらわれない音楽性の追求」であり、グループの通称・略称はきみこい、キミコイ。ビジュアル系バンド「BAISER」の元メンバー「紫 -YUKARI」がプロデューサーに就任。
2021年12月、ビジュアル系ロックバンド「ジャックケイパー」のギタリスト・ちょこがプロデューサーに就任したが、2022年9月2日に解任された。

## 略歴
2018年
- 8月19日 - 海羽ゆん、蓮城ななこ、桜田あゆみ、七瀬つぶら、水沢なぎさ、天野りんかの6人で結成。
- 11月 - 七瀬つぶら、水沢なぎさが学業のため脱退

2019年
- 1月 - 新体制として五城せのん、鈴宮あかりが加入
- 4月 - 1stミニアルバム『プライマリー』発売
- 5月 - 『君へ。』『Going My Way』配信
- 8月 - 鈴宮が脱退

2020年
- 7月 - 蓮城、天野が脱退
- 10月 - 植木もこ、前園あやの、姫野あかね、夢河まこの新メンバー4人を加えた7人体制で再出発。

2021年
- 5月 - 姫野、夢河が脱退
- 7月 - 『PiPiPiPi☆症候群!』『インド イン インド』配信
- 8月 - 『〜2021 NEW Ver.〜Going My Way』『〜2021 NEW Ver.〜君へ』配信

2022年
- 2月 - 五城が脱退、茉然が加入。
- 5月 - 我妻、平が加入
- 7月 - 平を解雇
- 7月 - 海羽、桜田が脱退。桜田は、サンクレイドのユニット「SK Covers」に移籍。
- 8月 - 我妻が脱退
- 11月 - 吉川・姫宮が加入

2023年
- 3月 - 5月5日をもって解散することを発表
- 5月5日 - 目黒鹿鳴館の解散公演をもって解散。

## メンバー
太字はオリジナルメンバー

### 解散時のメンバー
| 名前        | よみ            | 愛称       | 担当カラー | 生年月日 | 加入期     | 備考                                                                                        |
| ----------- | --------------- | ---------- | ---------- | -------- | ---------- | ------------------------------------------------------------------------------------------- |
| 前園 あやの | まえぞの あやの | ぞのちゃん | 水色       | 6月24日  | 2020年10月 | 元ころころパピーの前園彩乃                                                                  |
| 植木 もこ   | うえき もこ     | もこち     | 黄緑       | 10月20日 | 2020年10月 | 元ころころパピーの植木モコ                                                                  |
| 茉然 はあと | まじかる はあと | はあと     | 白         | 5月20日  | 2022年2月  | サンクレイド研修生SK covers昇格 解散後「真城はあと」（ましろ はあと）に改名しFLAPSTARに異動 |
| 姫宮 みれい | ひめみや みれい | みれい     | ピンク     | 4月21日  | 2022年11月 |                                                                                             |
| 吉川 まほ   | よしかわ まほ   | まほち     | 黄         | 9月17日  | 2022年11月 |                                                                                             |

### 元メンバー
| 名前        | よみ              | 愛称       | 担当カラー | 生年月日 | 加入期     | 脱退期     | 備考                                           |
| ----------- | ----------------- | ---------- | ---------- | -------- | ---------- | ---------- | ---------------------------------------------- |
| 海羽 ゆん   | うみは ゆん       | ゆんまる   | 赤         | 1月7日   | 2018年8月  | 2022年7月  |                                                |
| 桜田 あゆみ | さくらだ あゆみ   | あゆみん   | ピンク     | 4月27日  | 2018年8月  | 2022年7月  | SK Coversに移籍                                |
| 天野 りんか | あまの りんか     | りんりん   | 青         | 10月5日  | 2018年8月  | 2020年7月  |                                                |
| 蓮城 ななこ | れんじょう ななこ | ななこ     | 紫         | 6月3日   | 2018年8月  | 2020年7月  | 現:芯辣meltのメンバーである紫狂菜々子          |
| 水沢 なぎさ | みずさわ なぎさ   | なぎさ     | 水色       | 6月15日  | 2018年8月  | 2018年11月 |                                                |
| 七瀬 つぶら | ななせ つぶら     | つぶら     | 緑         | 3月22日  | 2018年8月  | 2018年11月 | 現:ハニースパイスRe.のメンバーである潤水つぶら |
| 鈴宮 あかり | すずみや あかり   | あかり     | 黄         | 12月18日 | 2019年1月  | 2019年8月  |                                                |
| 姫野 あかね | ひめの あかね     | あかね     | 白         | 4月12日  | 2020年10月 | 2021年5月  | 学業、体調不良のため2020年11月以降活動せず     |
| 夢河 まこ   | ゆめかわ まこ     | まこちゃん | 紫         | 5月15日  | 2020年10月 | 2021年5月  | 体調不良のため2020年11月以降活動せず           |
| 五城 せのん | ごじょう せのん   | せのん     | オレンジ   | 9月5日   | 2019年1月  | 2022年2月  | 元ヤンチャン学園音楽部メンバー                 |
| 平 れみ     | たいら れみ       | れみたん   | 黄         | 8月8日   | 2022年5月  | 2022年7月  |                                                |
| 我妻 まゆり | がさい まゆり     | まゆり     | 紫         | 10月27日 | 2022年5月  | 2022年8月  |                                                |

## 作品

### アルバム
| #   | 発売日       | タイトル      | レーベル | 収録曲 |
| --- | ------------ | ------------- | -------- | --- |
| 1st | プライマリー | 2019年4月30日 | sun-krad | 1. Primal Affection 2. みらくるアドベンチャー 3. Alliance 4. 雨ニモマケズ風ニモマケズ 5. Shining Story☆☆ 6. 高級フカヒ恋 7. 7th color |

### 配信シングル
| リリース日    | 曲名                                                |
| ------------- | --------------------------------------------------- |
| 2019年5月19日 | Going My Way/君へ                                   |
| 2021年7月26日 | PiPiPiPi☆症候群!/インド イン インド                 |
| 2021年8月31日 | 〜2021 NEW Ver.〜Going My Way/〜2021 NEW Ver.〜君へ |

### ミュージックビデオ
| 公開日        | 楽曲         | 備考                   |
| ------------- | ------------ | ---------------------- |
| 2019年6月19日 | 高級フカヒ恋 | 公式チャンネルにて公開 |
| 2019年6月23日 | 7th color    | 公式チャンネルにて公開 |

### タイアップ
高級フカヒ恋
TOKYO MX極楽山本・ロンブー亮の「あたり前じゃねぇからな!TV」2020年7月度エンディングテーマ

## ライブ
- 1stワンマンライブ「Primal Affection」（2019年5月25日、東京・渋谷WWW X）
- 1st anniversary 東名阪ワンマンツアー「夏の大三角形」
  - 2019年8月17日 名古屋・大須・TOYS
  - 2019年8月18日 大阪・心斎橋・MUSE BOX
  - 2019年8月19日 東京・パームス秋葉原
- 3周年ライブ「キミコイ3周年ワンマン〜みんなでシェアハピ〇△☆〜」（2021年8月22日、東京・池袋・大塚Deepa）

## 出演

### ミュージックビデオ
- ジャックケイパー『幽霊→you ray』（2022年1月19日、Riostar Records） - 女子高生役で出演[1]

### ウェブテレビ
- ABEMA BOATRACE CAMPUS クロちゃんとクルーちゃん（2022年4月1日 - 2023年3月31日、ABEMA） - 前園のみボートレースガールズとして出演

### その他
- 2019年9月：ヴィレッジヴァンガード フリーペーパー「HANGOUT」表紙